# Шумахер, Петер Кристиан
Петер Кристиан Шумахер (дат. Peter Christian Schumacher, 1743—1817) — датский дипломат и государственный деятель; возглавлял датскую дипломатическую миссию в России в 1780—1784 годах.

## Биография
Он был сыном оценщика, позже таможенного инспектора в Копенгагене, статского советника Корнелиуса Шумахера (1703-1777) и Элизабет Рейерсен (1718-1755).
В 1760 году получил степень по латинскому праву. В 1766 году он был назначен секретарем Германской канцелярии, а в 1770 году переведен в новое министерство иностранных дел. Граф Адольф Зигфрид фон дер Остен направил его в 1771 году в качестве консула в Марокко. 
В 1777 году министр иностранных дел Дании граф Андреас Петер Бернсторф направил его секретарем дипломатической миссии в Санкт-Петербурге с титулом дипломатического советника. В 1780 году, когда посланник Дании в Российской империи, Ханс Адольф Алефельдт, покинул Санкт-Петербург и вернулся в Данию, Шумахеру было поручено действовать в его отсутствие в качестве поверенного в делах.
По заданию графа Бернсторфа Шумахер должен был склонить министра иностранных дел России графа Н. И. Панина к заключению союза с Великобританией в разгар войны североамериканских колоний за независимость. Однако Шумахер не стал этого делать, приняв сторону королевы Юлианы Марии, наследного принца Фредерика и министра по делам государства Ове Хёг-Гульдберга, которые были яростными врагами Великобритании.
После того как 13 ноября 1780 года граф Бернсторф был отправлен в отставку произошел стремительный взлет дипломатической карьеры Шумахера. Барон Фредерик Гюльденкроне, который после отзыва Алефельдта 28 июля 1780 года был назначен его преемником, не занял этот пост, и в 1781 году Шумахер был назначен министр-резидентом в Санкт-Петербурге и получил звание государственного советника. В 1782 году назначен посланником Дании в Российской империи и произведён в конференц-советники. 4 сентября 1782 года возведён в дворянство королевства Дания и в 1783 году получил звание камергера. С приходом к власти нового кабинета правительства во главе с графом Бернсторфом отправлен в отставку 4 июня 1784 года. 
В годы после увольнения Шумахер отправился в заграничную поездку, которая длилась несколько лет. В 1787 году он купил небольшое поместье Остерхольт недалеко от Итцехо, где вел спокойную жизнь. Однако он хотел вернуться на государственную службу и в 1789 году благодаря посредничеству близкого друга наследного принца, Йохана Бюлова, был назначен на пост губернатора амтов Нюборг и Транекер. С 1799 по 1817 год занимал пост губернатора амта Свендборг. 
Позже он ревностно отстаивал кандидатуру Фредерика VI на шведский престол.
31 июля 1815 года он был награждён орденом Даннеброг, а в 1817 году получил титул тайного конференц-советника.
Умер холостым 8 мая 1817 года. Он похоронен на кладбище Вестер Скернинге.
В 1783 году он учредил стипендию в 2000 ригсдалеров, проценты по которой ежегодно выплачиваются 20 жителям прихода Вестер Скернинг. По его просьбе сумма выплачивается на месте его захоронения.